# 고부치사와정
고부치사와정(小淵沢町)은 야마나시현 북서부. 기타코마군에 위치했던 정이다.
나가노현과의 경계에 위치하고 있으며 .2006년 3월 15일, 헤세이의 대합병으로 인접한 호쿠토시에 편입 합병하면서 소멸했다. 현재는 동시의 행정 지구명의 하나, 호쿠토시 고부치자와정 지구가 되고 있다.
이전에는 「고부치자와초」라고 읽혔다. 이 마을에 있는 역 이름은 고부치자와역이다.한편, 츄오 자동차도의 고부치자와 IC는 「고부치자와 인터체인지」, 미치노역은 「길의 역 고부치자와」이다.오부치자와 정이라고도 표기된다.또, 고부치자와의 약칭으로서는 「고부치」의 명칭이 이용되는 경우가 많다.

## 역사
- 1889년 7월 1일 - 정촌제 시행과 함께 시노오촌, 고부치자와촌이 성립하였다.
- 1954년 3월 31일 - 고부치자와촌, 시노오촌이 합병해 고부치사와정이 되었다.
- 2006년 3월 15일 - 호쿠토시에 신설 합병되었다.

## 교통

### 철도
- 동일본 여객철도
  - 주오 본선
  - 고우미 선

### 도로
- 주오 자동차도
- 국도 20호선